# 폐수

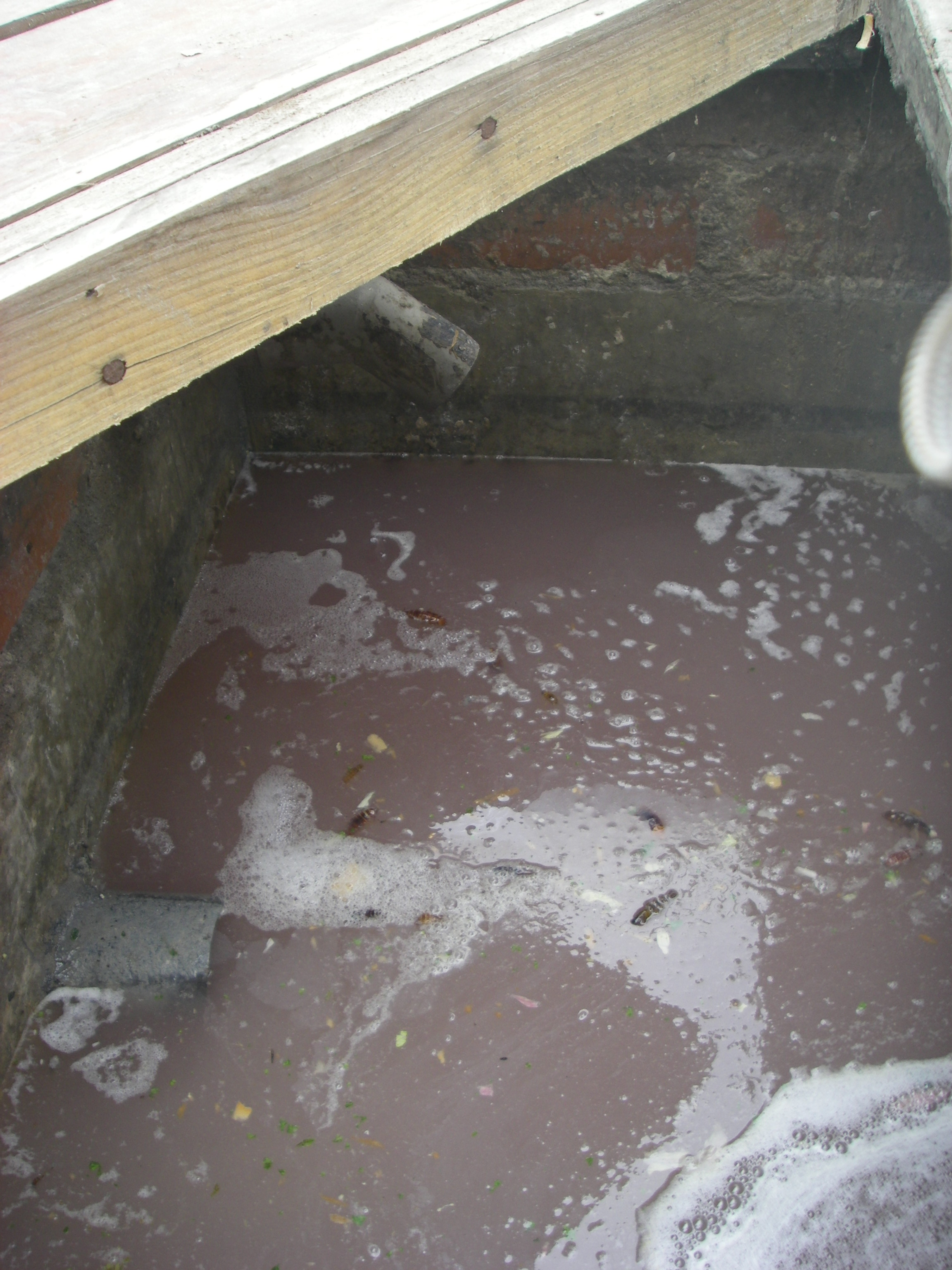

폐수(廢水; 문화어: 버림물) 또는 하수(下水)는 소비 생활과 산업 활동을 하는 사회에서 물질적 문명 활동의 부산물로서 각종 폐기물이 끊임없이 배출되는데 그 중에서 액체 형태로 배출되어 하수도로 흘러들어가는 폐기물을 가리키는 말이다. 인간의 일상생활을 하는 데에 쓰이고 난 뒤 발생하는 폐수를 생활하수(生活下水, Sewage), 줄여서 '하수'라고 하고 산업 활동으로 발생한 폐수는 산업폐수(産業廢水, Wastewater), 줄여서 '폐수'라고 한다. 즉 어떤 관점에서는 하수와 폐수는 구분된다고 할 수 있다. 폐수는 가정, 산업, 상업, 농업 활동, 폭우, 그리고 하수관 유입 또는 침투가 복합적으로 작용하면서 비롯될 수 있다. 대한민국에서는 하수가 생활오수 + 공장폐수 + 지하수 유입량 + 우수량으로 구성된다고 본다.

## 같이 보기
- 폐기물 관리
- 하수도
- 수질 오염